# Lekkoatletyka na Letnich Igrzyskach Olimpijskich 1960 – sztafeta 4 × 400 m mężczyzn
Sztafetę 4 × 100 metrów mężczyzn podczas XVII Letnich Igrzysk Olimpijskich w Rzymie rozegrano 7 (eliminacje i półfinały) i 8 września 1960 (finał) na Stadio Olimpico. Zwycięzcą została sztafeta Stanów Zjednoczonych, która biegła w składzie: Jack Yerman, Earl Young, Glenn Davis i Otis Davis. W finale ustanowiła rekord świata z czasem 3:02,2.

## Rekordy
|                   | Reprezentacja | Zawodnicy                                               | Czas   | Data               | Miejsce  |
| ----------------- | ------------- | ------------------------------------------------------- | ------ | ------------------ | -------- |
| Rekord świata     | Jamajka       | Arthur Wint, Leslie Laing, Herb McKenley, George Rhoden | 3:03,9 | 27 lipca 1952(dts) | Helsinki |
| Rekord olimpijski | Jamajka       | Arthur Wint, Leslie Laing, Herb McKenley, George Rhoden | 3:03,9 | 27 lipca 1952(dts) | Helsinki |

## Wyniki
| Poz. - pozycja |
| – rekord świata \| – rekord krajowy \| – rekord życiowy \| = – wyrównany rekord życiowy \| · – najlepszy wynik w sezonie \| = – wyrównany najlepszy wynik w sezonie \| – rekord olimpijski |
| Fn – falstart \| DNF – nie ukończyła \| DNS – nie wystartowała \| DSQ – zdyskwalifikowana                                                                                                  |

### Eliminacje
19 sztafet przystąpiło do biegów eliminacyjnych. Rozegrano cztery biegi. Do półfinałów awansowały po trzy najlepsze sztafety w każdym biegu (Q).

#### Bieg 1
| Poz. | Państwo    | Zawodnicy                                                          | Rezultat | Uwagi |
| ---- | ---------- | ------------------------------------------------------------------ | -------- | ----- |
| 1    | Niemcy     | Hans-Joachim Reske, Manfred Kinder, Johannes Kaiser, Carl Kaufmann | 3:10,4   | Q     |
| 2    | Kanada     | Ergas Leps, Joe Mullins, Sig Ohlemann, Terry Tobacco               | 3:10,5   | Q     |
| 3    | Jugosławia | Srđan Savić, Ðani Kovač, Miloje Grujić, Viktor Šnajder             | 3:10,6   | Q,    |
| 4    | Finlandia  | Pentti Rekola, Börje Strand, Voitto Hellsten, Jussi Rintamäki      | 3:11,7   |       |
| 5    | Portoryko  | Ovidio de Jesús, José Luis Villalongo, Ramón Vega, German Guenard  | 3:13,9   |       |

#### Bieg 2
| Poz. | Państwo                    | Zawodnicy                                                               | Rezultat | Uwagi |
| ---- | -------------------------- | ----------------------------------------------------------------------- | -------- | ----- |
| 1    | Federacja Indii Zachodnich | Malcolm Spence, James Wedderburn, Keith Gardner, George Kerr            | 3:09,1   | Q     |
| 2    | Polska                     | Edward Bożek, Stanisław Swatowski, Bogusław Gierajewski, Jerzy Kowalski | 3:09,5   | Q     |
| 3    | Włochy                     | Giuseppe Bommarito, Mario Fraschini, Nereo Fossati, Renato Panciera     | 3:09,8   | Q     |
| 4    | Belgia                     | Marcel Lambrechts, Jos Lambrechts, Lodewijk De Clerck, Roger Moens      | 3:15,1   |       |
| 5    | Luksemburg                 | Roger Bofferding, Felix Heuertz, Norbert Haupert, Ramon Humbert         | 3:21,7   |       |

#### Bieg 3
| Poz. | Państwo           | Zawodnicy                                                                      | Rezultat | Uwagi |
| ---- | ----------------- | ------------------------------------------------------------------------------ | -------- | ----- |
| 1    | Szwajcaria        | René Weber, Ernst Zaugg, Hansruedi Bruder, Christian Wägli                     | 3:10,7   | Q     |
| 2    | Południowa Afryka | Edward Jefferys, Edgar Davis, Gordon Day, Malcolm Spence                       | 3:16,1   | Q     |
| 3    | Wielka Brytania   | Malcolm Yardley, Barry Jackson, John Wrighton, Robbie Brightwell               | 3:20,3   | Q     |
| –    | Grecja            | Leonidas Kormalis, Konstandinos Moragiemos, Ewangelos Depastas, Wasilios Silis | DNF      |       |

#### Bieg 4
| Poz. | Państwo           | Zawodnicy                                                                 | Rezultat | Uwagi |
| ---- | ----------------- | ------------------------------------------------------------------------- | -------- | ----- |
| 1    | Stany Zjednoczone | Jack Yerman, Earl Young, Glenn Davis, Otis Davis                          | 3:10,4   | Q     |
| 2    | Ghana             | William Quaye, James Addy, Frederick Owusu, John Asare-Antwi              | 3:10,5   | Q     |
| 3    | Szwecja           | Hans-Olof Johansson, Per-Owe Trollsås, Lennart Jonsson, Alf Petersson     | 3:10,7   | Q, =  |
| 4    | Czechosłowacja    | Zdeněk Váňa, Jaromír Šlégr, Jaroslav Jirásek, Josef Trousil               | 3:11,2   |       |
| 5    | ZSRR              | Konstantin Graczow, Boris Kriunow, Władimir Polaniczew, Arnold Maculewicz | 3:12,1   |       |

### Półfinały
Rozegrano dwa biegi. Do finału awansowały po trzy najlepsze sztafety w każdym biegu (Q).

#### Bieg 1
| Poz. | Państwo           | Zawodnicy                                                           | Rezultat | Uwagi |
| ---- | ----------------- | ------------------------------------------------------------------- | -------- | ----- |
| 1    | Południowa Afryka | Edward Jefferys, Edgar Davis, Gordon Day, Malcolm Spence            | 3:06,4   | Q     |
| 2    | Niemcy            | Hans-Joachim Reske, Manfred Kinder, Johannes Kaiser, Carl Kaufmann  | 3:07,4   | Q     |
| 3    | Wielka Brytania   | Malcolm Yardley, Barry Jackson, John Wrighton, Robbie Brightwell    | 3:07,5   | Q     |
| 4    | Włochy            | Giuseppe Bommarito, Mario Fraschini, Nereo Fossati, Renato Panciera | 3:07,7   | [ 4 ] |
| 5    | Kanada            | Ergas Leps, Joe Mullins, Sig Ohlemann, Terry Tobacco                | 3:08,2   |       |
| 6    | Jugosławia        | Srđan Savić, Ðani Kovač, Miloje Grujić, Viktor Šnajder              | 3:10,2   | [ 2 ] |

#### Bieg 2
| Poz. | Państwo                    | Zawodnicy                                                               | Rezultat | Uwagi |
| ---- | -------------------------- | ----------------------------------------------------------------------- | -------- | ----- |
| 1    | Stany Zjednoczone          | Jack Yerman, Earl Young, Glenn Davis, Otis Davis                        | 3:08,4   | Q     |
| 2    | Federacja Indii Zachodnich | Malcolm Spence, James Wedderburn, Keith Gardner, George Kerr            | 3:09,2   | Q     |
| 3    | Szwajcaria                 | René Weber, Ernst Zaugg, Hansruedi Bruder, Christian Wägli              | 3:09,7   | Q,    |
| 4    | Polska                     | Edward Bożek, Stanisław Swatowski, Bogusław Gierajewski, Jerzy Kowalski | 3:10,8   |       |
| 5    | Ghana                      | William Quaye, James Addy, Frederick Owusu, John Asare-Antwi            | 3:10,9   |       |
| 6    | Szwecja                    | Hans-Olof Johansson, Per-Owe Trollsås, Lennart Jonsson, Alf Petersson   | 3:10,9   |       |

### Finał
| Poz. | Państwo                    | Zawodnicy                                                          | Rezultat | Uwagi |
| ---- | -------------------------- | ------------------------------------------------------------------ | -------- | ----- |
| 1    | Stany Zjednoczone          | Jack Yerman, Earl Young, Glenn Davis, Otis Davis                   | 3:02,2   | [ 1 ] |
| 2    | Niemcy                     | Hans-Joachim Reske, Manfred Kinder, Johannes Kaiser, Carl Kaufmann | 3:02,7   | [ 5 ] |
| 3    | Federacja Indii Zachodnich | Malcolm Spence, James Wedderburn, Keith Gardner, George Kerr       | 3:04,0   |       |
| 4    | Południowa Afryka          | Edward Jefferys, Edgar Davis, Gordon Day, Malcolm Spence           | 3:05,0   | [ 6 ] |
| 5    | Wielka Brytania            | Malcolm Yardley, Barry Jackson, John Wrighton, Robbie Brightwell   | 3:08,3   |       |
| 6    | Szwajcaria                 | René Weber, Ernst Zaugg, Hansruedi Bruder, Christian Wägli         | 3:09,4   | [ 3 ] |